# Mijaín López
Mijaín López Núñez, né le 20 août 1982 à Pinar del Río, est un lutteur cubain.
Il détient cinq titres olympiques dans sa catégorie des poids super-lourds obtenus en 2008, 2012, 2016, 2020 et 2024, faisant de lui le seul athlète de l'histoire moderne des Jeux olympiques à avoir remporté cinq médailles d’or individuelles en cinq olympiades consécutives.

## Biographie
Mijaín López Núñez naît le 20 août 1982.
Il est choisi à quatre reprises pour être le porte-drapeau de la délégation cubaine lors des Jeux olympiques de Pékin, de Londres, de Rio, et de Tokyo[réf. nécessaire]. Il y remporte à chaque fois la médaille d'or en lutte gréco-romaine dans la catégorie des moins de 120 kg sur les deux premières éditions, et dans la catégorie des moins de 130 kg pour les suivantes,,.
Il remporte son quatrième titre olympique en 2021.
À nouveau nommé porte-drapeau de la délégation cubaine aux Jeux olympiques de 2024, en compagnie de la judoka Idalys Ortíz, il est néanmoins remplacé par le boxeur Julio César de la Cruz pour lui éviter un voyage supplémentaire de la Bulgarie où il s'entraîne.
À l’occasion de ces jeux, et pour le dernier combat de sa carrière, il remporte l’or pour la cinquième fois consécutive, une performance jusqu’alors jamais réalisée par un athlète individuel dans l'histoire des Jeux olympiques modernes. Ce combat étant le dernier de sa longue carrière, il décide de se déchausser et de partir en laissant ses chaussures au centre de la palestre.

## Palmarès

### Jeux olympiques
- Jeux olympiques d'été de 2008 à Pékin :
  -  médaille d'or en moins de 120 kg
- Jeux olympiques d'été de 2012 à Londres :
  -  médaille d'or en moins de 120 kg
- Jeux olympiques d'été de 2016 à Rio de Janeiro :
  -  médaille d'or en moins de 130 kg
- Jeux olympiques d'été de 2020 à Tokyo :
  -  médaille d'or en moins de 130 kg
- Jeux olympiques d'été de 2024 à Paris :
  -  médaille d'or en moins de 130 kg

### Championnats du monde
- 2005
  -  Médaille d'or en lutte gréco-romaine dans la catégorie des moins de 120 kg
- 2006
  -  Médaille d'argent en lutte gréco-romaine dans la catégorie des moins de 120 kg
- 2007
  -  Médaille d'or en lutte gréco-romaine dans la catégorie des moins de 120 kg
- 2009
  -  Médaille d'or en lutte gréco-romaine dans la catégorie des moins de 120 kg
- 2010
  -  Médaille d'or en lutte gréco-romaine dans la catégorie des moins de 120 kg
- 2011
  -  Médaille d'argent en lutte gréco-romaine dans la catégorie des moins de 120 kg
- 2014
  -  Médaille d'or en lutte gréco-romaine dans la catégorie des moins de 130 kg
- 2015
  -  Médaille d'argent en lutte gréco-romaine dans la catégorie des moins de 130 kg

### Championnats panaméricains
- Médaille d'or en lutte gréco-romaine dans la catégorie des moins de 120 kg en 2002
- Médaille d'or en lutte gréco-romaine dans la catégorie des moins de 120 kg en 2004
- Médaille d'or en lutte gréco-romaine dans la catégorie des moins de 120 kg en 2005
- Médaille d'or en lutte gréco-romaine dans la catégorie des moins de 120 kg en 2006
- Médaille d'or en lutte gréco-romaine dans la catégorie des moins de 120 kg en 2007
- Médaille d'or en lutte gréco-romaine dans la catégorie des moins de 120 kg en 2008
- Médaille d'or en lutte gréco-romaine dans la catégorie des moins de 120 kg en 2009
- Médaille d'or en lutte gréco-romaine dans la catégorie des moins de 120 kg en 2012
- Médaille d'or en lutte gréco-romaine dans la catégorie des moins de 120 kg en 2014
- Médaille d'argent en lutte gréco-romaine dans la catégorie des moins de 120 kg en 2003

### Jeux panaméricains
- Médaille d'or en lutte gréco-romaine dans la catégorie des moins de 120 kg en 2003
- Médaille d'or en lutte gréco-romaine dans la catégorie des moins de 120 kg en 2007
- Médaille d'or en lutte gréco-romaine dans la catégorie des moins de 120 kg en 2011
- Médaille d'or en lutte gréco-romaine dans la catégorie des moins de 120 kg en 2015

### Jeux d'Amérique centrale et des Caraïbes
- Médaille d'or en lutte gréco-romaine dans la catégorie des moins de 130 kg en 2014

## Carrière politique
Fidèle au régime cubain et admirateur de Fidel Castro, Mijaín López est élu député à l'Assemblée nationale du pouvoir populaire en mars 2023. À Cuba la fonction est cependant essentiellement symbolique : l'assemblée se réunit deux fois par an, les membres ne sont officiellement rattachés à aucun parti et la fonction est bénévole.